# Reforma tributaria de Colombia de 2021
La reforma tributaria de Colombia de 2021 inició como proyecto por el gobierno de Iván Duque, presentado al Congreso de la República para cubrir la financiación de los planes sociales mediante el incremento de impuestos sobre la renta y productos básicos.
El proyecto de ley desató fuertes protestas desde el 28 de abril de 2021 en Colombia.

## Antecedentes
Durante el gobierno de Juan Manuel Santos se desarrolló la reforma tributaria en 2012. En 2019, el mismo Iván Duque también realizó una reforma que recaudó nueve billones de pesos.

## Historia
Alberto Carrasquilla, el ministro de Hacienda de la administración Duque, fue el ideólogo de la reforma tributaria. El objetivo del gobierno era ajustar las arcas económicas que se vieron golpeadas por la pandemia de COVID-19 y las políticas de inmovilización social.
El mismo Carasquilla confirmó que se daría un impuesto al pollo y a los huevos, lo cual fue muy cuestionado.
El proyecto de reforma planteaba recaudar 23,4 billones de pesos colombianos que sería un 2% del PBI nacional; por el contrario se impondría un impuesto a la renta por persona a los que ganen US$663 mensualmente. También se propondría imponer el Impuesto del Valor Agregado (IVA) a los servicios de consumo básico, servicios funerarios, electrónicos, entre otros. A los individuos que tenga un patrimonio de más de US$4 millones.
El proyecto ocasionó una serie de protestas en su contra, lo que ocasionó la retirada de su presentación al Congreso. Duque posteriormente afirmó que se plantearía un nuevo proyecto de reforma:

Le solicito al Congreso de la república el retiro del proyecto radicado por el ministerio de Hacienda y tramitar de manera urgente un nuevo proyecto fruto de los consensos y así evitar la incertidumbre financiera
Iván Duque, presidente de la República de Colombia, 2 de mayo de 2021.

La reforma fue modificada y aprobada finalmente el 14 de septiembre de 2021.

## Crítica
El economista Salomón Kalmanovitz calificó a la reforma de «medidas injustas» por su impacto en las clases más bajas. La periodista María Jimena Duzán mediante su columna en The Washington Post expresó que «reforma tributaria parecía hecha desde una burbuja, en total desconexión con la realidad que viven las poblaciones más necesitadas, demostrando así su clara falta de empatía.»